# 高明 (明朝)
高明（1422年—1485年），字上達，號愚軒，江西廣信府貴溪縣人，明朝政治人物。景泰辛未進士，成化間官至福建巡撫。

## 生平
年少時因事母以孝而聞名。中式江西鄉試第六十五名舉人。景泰二年（1451年）登辛未科進士，授監察御史。任河南巡撫時，曾黜屬吏60人。天順年間擢為大理寺丞。
憲宗登基後，拜高明為南京都察院右僉都御史，成化三年（1467年）奉詔討平揚州鹽寇。以親老乞終養歸。
成化十四年（1478年），福建上杭爆發民變，朝廷起用高明為福建巡撫，前往鎮壓。引疾致仕歸。成化二十一年（1485年）卒。